# Anséric IV de Montréal
Anséric IV de Montréal (né vers 1150 - † en 1191) est seigneur de Montréal et sénéchal de Bourgogne à la fin du XIIe siècle. Il est le fils d'Anséric III de Montréal, seigneur de Montréal, et d'Adélaïde de Pleurs.
Il fait partie des proches du duc de Bourgogne, notamment du fait de sa fonction de sénéchal, et se montre généreux avec le clergé auquel il effectue plusieurs dons et serait le fondateur d'un prieuré à l'Isle-sur-Serein.
Il prend part à la troisième croisade et périt au cours du siège de Saint-Jean-d'Acre, probablement à cause d'une blessure ou d'une épidémie.

## Biographie

### Début de carrière

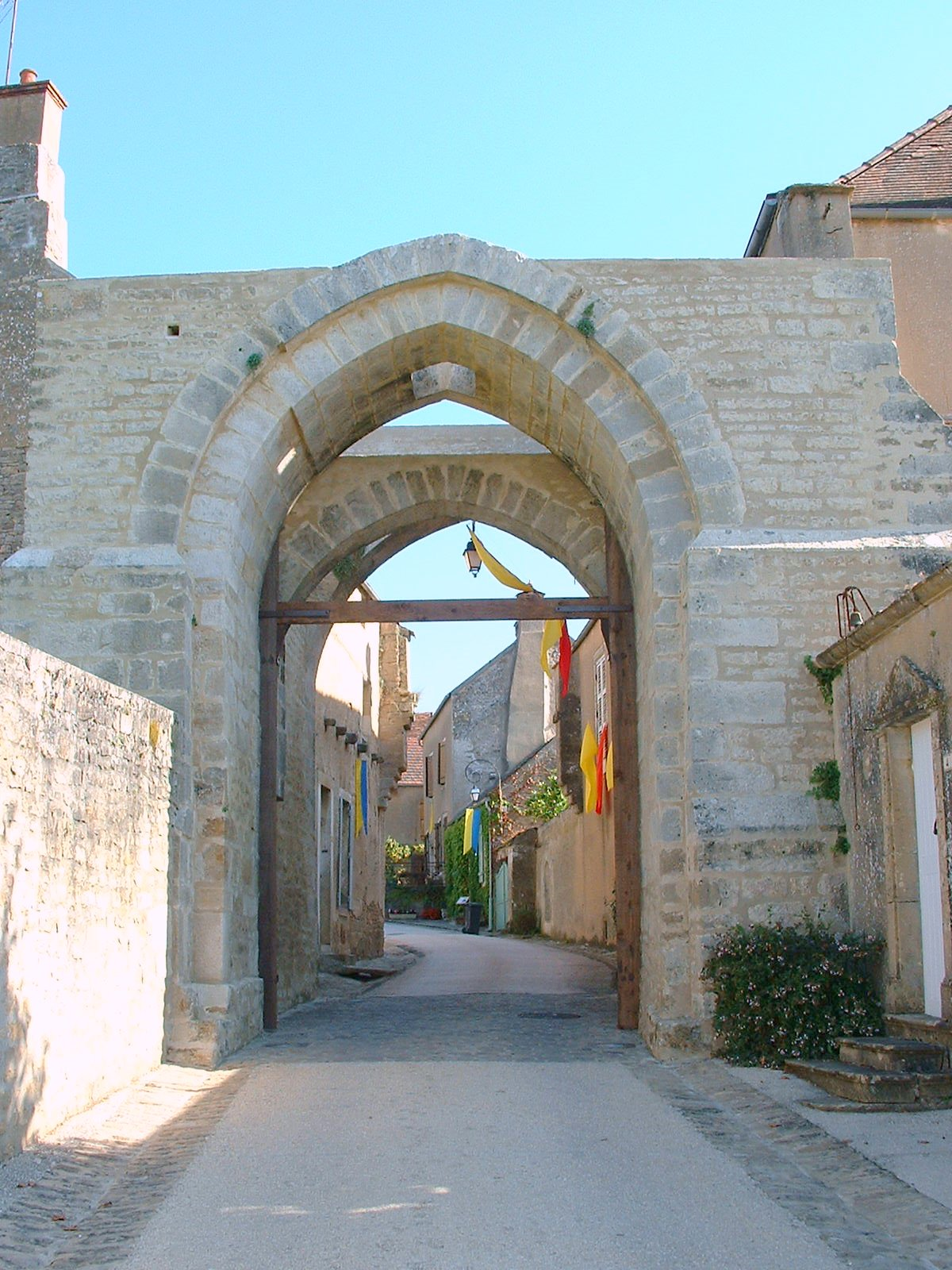
Vestiges des fortifications des Montréal, ici la porte d'en Bas.

Né vers 1150, il est le fils d'Anséric III de Montréal, seigneur de Montréal, et de son épouse Adélaïde de Pleurs.
En 1170, il épouse Sibylle de Bourgogne, dame de Meursault, fille d'Hugues de Bourgogne, dit le Roux, seigneur du Châtelet-Chalon et de Meursault, (lui même fils d'Hugues II et frère d'Eudes II, tous deux successivement duc de Bourgogne) et de sa première épouse Isabelle de Chalon. Sibylle lui apporte en dot plusieurs terres assez considérables dans le Dijonnais ainsi que les fiefs de Meursault, de Neuilly près Favernay, de Tard, de Magny...
Vers 1174, son père décède et il lui succède à la tête de la seigneurie de Montréal ainsi qu'à la fonction de grand sénéchal de Bourgogne.
Outre les terres apportées en dot lors de son mariage, il cherche à augmenter l'étendue de ses possessions territoriales ainsi que ses richesses. Il achète ainsi de grande quantité de bois à ses voisins ainsi qu'à des abbayes.

### Rapports avec le duc de Bourgogne
En tant que sénéchal, Anséric fait partie de l'entourage du duc de Bourgogne Hugues III et apparait comme témoin dans plusieurs des chartes de ce duc.
Vers 1182, il sert de médiateur pour régler une querelle entre le duc et Guichard, abbé de Flavigny.
Puis en 1187, alors que le duc Hugues III établit la commune de Dijon, il apparait en premier parmi les seigneurs chargés de faire exécuter
les obligations de la charte, preuve de son importance.
En 1189, alors que le duc Hugues III et son fils Eudes, voyagent à Avallon, ils sont reçus à Montréal par leur sénéchal et séjournent dans son château.

### Rapports avec le clergé

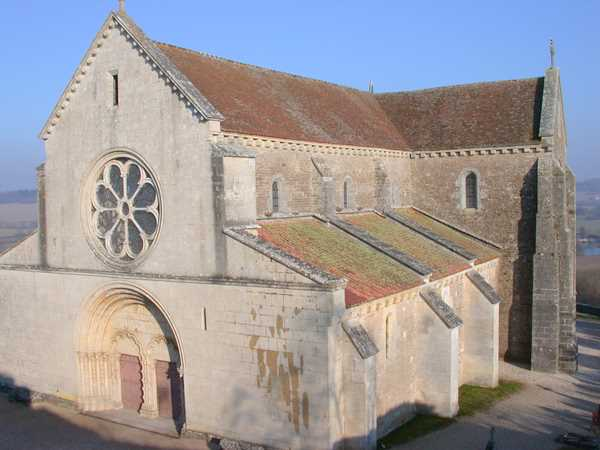
Collégiale Notre-Dame de Montréal, construite au XIIe siècle.

Dès son accession à la seigneurie de Montréal, il confirme les dons faits par ses aïeux. Lui-même et son épouse font différents dons au clergé, notamment à la collégiale Notre-Dame de Montréal en 1170, à l'abbaye de Pontigny en 1181 et 1186 ou encore à la chartreuse de Lugny en 1184.
Il apparait également comme le fondateur du prieuré Saint-Georges de l'Isle.
En 1189, avant son départ pour la Terre Sainte, il fait un don au prieuré Saint-Bernard de Montréal ainsi qu'à l'abbaye de Cîteaux, probablement pour s'attirer les bonnes grâces divines pour ce voyage.
C'est également sous son règne que sera achevée la collégiale Notre-Dame de Montréal, dont les travaux ont été commencés par son père.
L'un de ses enfants, Hugues de Montréal, se consacrera à la vie religieuse et sera archidiacre du Tonnerrois puis évêque de Langres de 1219 jusqu'à sa mort en 1232.

### Participation à la troisième croisade

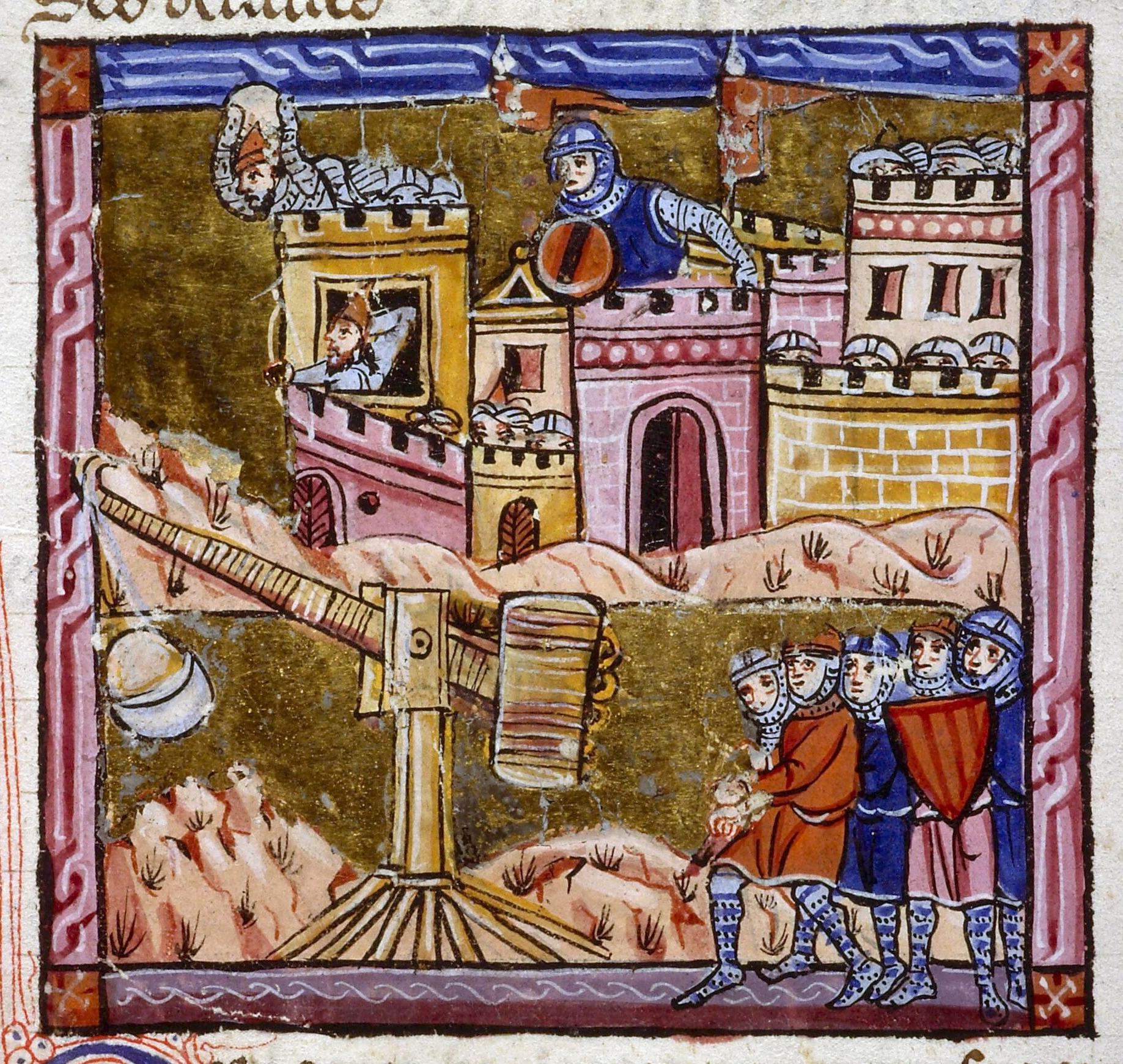
Miniature du siège de Saint-Jean-d'Acre, Bibliothèque Municipale de Lyon.

Dès octobre 1187, le duc de Bourgogne Hugues III projette de partir en croisade en Terre Sainte avec les souverains de France et d'Angleterre, et Anséric fait probablement partie, avec son frère Jean de Montréal, seigneur d'Arcis, des seigneurs bourguignons qui décident de l'accompagner. Toutefois, les préparatifs du duc et des rois français et anglais durent plus de deux ans et Anséric préfère ne pas les attendre et se joint à la troisième croisade sans ses suzerains.
Avant son départ, il fonde en 1189 le prieuré de Saint-Jean-des-Bonshommes de l'ordre de Grandmont situé à Sauvigny-le-Bois.
Il embarque ainsi pour le siège de Saint-Jean-d'Acre dès 1189. Il précède les troupes du comte de Champagne Henri II en compagnie du comte de Brienne Érard de Brienne, du frère de ce dernier le seigneur de Ramerupt André de Brienne ou encore Geoffroy IV de Joinville, sénéchal de Champagne et Guy II de Dampierre, connétable de Champagne.
Son frère puîné, Jean de Montréal, dit d'Arcis, meurt probablement au cours de ce siège avant la fin de l'année 1189 ou au mois de juillet de l'année 1190 selon les sources.
Quant à Anséric, un chroniqueur anglais contemporain de cette croisade, Raoul de Diceto, l'a accusé d'avoir reçu de l'argent de la part de Saladin, avec Guy de Dampierre, l'évêque de Beauvais Philippe de Dreux, son frère le comte de Dreux Robert, le landgrave Louis de Thuringe et le comte de Gueldre Otton Ier, afin de retarder l'assaut de la ville de Saint-Jean-d'Acre. Toutefois, cette accusation est probablement fausse car ce chroniqueur est un fidèle du roi d'Angleterre et donc hostile aux troupes françaises. Mais il semble bien qu'Anséric soit décédé en 1191 pendant ce siège, probablement des suites d'une blessure ou d'une épidémie.

### Confusion historique
L'historien Ernest Petit, spécialiste de la Bourgogne, affirme en 1865 dans son ouvrage Seigneurie de Montréal-en-Auxois qu'Anséric n'est pas mort durant la troisième croisade et qu'il possède des documents attestant de sa présence en Bourgogne en 1195 et 1196, mais il s'agit certainement d'une confusion avec son fils Anséric V, ce prénom étant très courant dans cette famille. Il ajoute également qu'Anséric IV serait parti avec des croisés pour combattre les Maures au Portugal où il aurait contribué à la prise de Silves, puis de là se serait rendu en Syrie où il mourut en 1197, mais sans citer de source. À noter que dans cet ouvrage, Anséric est appelé Anséric V et que la généalogie de cette famille est encore floue.
Toutefois, dans le tome 3 de son Histoire des ducs de Bourgogne de la race capétienne publié en 1889, il nomme Anséric comme le quatrième du nom, ne fait plus mention de ce voyage au Portugal ou en Syrie et propose l'hypothèse qu'il soit bien décédé lors du siège de Saint-Jean-d'Acre.

## Mariage et enfants
En 1170, il épouse Sibylle de Bourgogne, dame de Meursault, fille d'Hugues de Bourgogne, dit le Roux, seigneur du Châtelet-Chalon et de Meursault, et de sa première épouse Isabelle de Chalon, dont il a sept enfants, :
- Anséric V de Montréal, qui succède à son père ;
- Jean de Montréal, seigneur de Tart. Il épouse en premières noces une femme dont le nom de famille est inconnu, puis en secondes noces Nicolette de Maigny, veuve de Pierre de Ravières, fille d'Aymon de Maigny. Probablement de sa première épouse il a une fille :
  - Sibylle de Montréal, qui épouse Lambert ou Albert, seigneur de Darne ;
- Milon de Montréal, cité dans des chartes de 1183, 1197, 1203 et 1208 ;
- Gui de Montréal, cité dans des chartes de 1212, 1216, 1219 et 1221. Il épouse une femme prénommée Adélaïde dont le nom de famille est inconnu ;
- André de Montréal, cité dans des chartes de 1207, 1216, 1219, 1224 et 1232. Il épouse Gillette de Ravières, fille de Pierre, seigneur de Ravières, et de son épouse Nicolette de Maigny, dont il a au moins un fils :
  - Jean de Marmeaux, qui épouse une femme prénommée Alix dont le nom de famille est inconnu ;
- Hugues de Montréal, évêque de Langres de 1219 jusqu'à sa mort en 1232 ;
- Élisabeth de Montréal, ou Alix, dame de Meursault. Elle épouse peut-être Guillaume de Champlitte dont elle se serait séparé et dont elle aurait eu un enfant :
  - Élisabeth de Meursault, qui épouse en premières noces Pierre des Barres, fils de Guillaume des Barres, seigneur d’Oissery, dont elle a au moins trois enfants. Veuve, elle épouse en secondes noces Philippe d’Antigny, dont elle a un autre enfant.

À sa mort, le titre de sénéchal de Bourgogne ne sera pas transmis à un de ses enfants. Il sera remplacé dans cette charge par Étienne de Mont-Saint-Jean.

## Source
- Ernest Petit, Histoire des ducs de Bourgogne de la race capétienne, 1889.
- Ernest Petit, Seigneurie de Montréal-en-Auxois, 1865.